# Poerio-Klasse
| Poerio-Klasse               | Poerio-Klasse |
| --------------------------- | --- |
| Cesare Rossarol 1915        | |
| Überblick                   | |
| Schiffstyp:                 | Scout-Cruiser esploratore leggero ab 1921: Zerstörer cacciatorpediniere                                                                                     |
| Einheiten:                  | 3 |
| Bauwerft:                   | Ansaldo, Genua |
| Kiellegung:                 | ab Juni 1913 |
| 1. Stapellauf:              | 4. August 1914 Alessandro Poerio |
| 1. Indienststellung:        | 25. Mai 1915 Poerio |
| Einsatz bis:                | 1953 in Spanien |
| Technische Daten            | |
| Verdrängung:                | 1028 ts 1216 ts maximal |
| Länge:                      | 85,0 m ü.a., 83,1 m pp. |
| Breite:                     | 8,0 m |
| Tiefgang:                   | bis 3,3 m |
| Antrieb:                    | 3 Yarrow-Kessel 2 Belluzzo-Turbinen, 20.000 PS |
| Treibstoffvorrat:           | 200 t Öl |
| Geschwindigkeit:            | 31,5 kn |
| Reichweite:                 | 2.100 sm bei 13 kn |
| Besatzung:                  | 129 |
| Bewaffnung:                 | 6 × 102-mm-L/35-Geschütze 2 × 2 457-mm-Torpedorohre 42 Seeminen                                                                                             |
| Bewaffnung 1922:            | 6 × 102-mm-L/45-Geschütze 2 × 40-mm-L/39-Flak 2 × 2 457-mm-Torpedorohre 42 Seeminen                                                                         |
| Bewaffnung ab 1939: Spanien | 6 bzw. 5 × 102-mm-L/45-Geschütze 1 × 40-mm-L/39-Flak 2 × 20-mm-L/80 C/30-Maschinenkanonen 2 × 2 457-mm-Torpedorohre bis 50 Seeminen 2 × Wasserbomben-Werfer |

Die Poerio-Klasse war eine Klasse von drei Spähkreuzern (esploratori leggeri) der italienischen Regia Marina. Die Schiffe wurden 1913  bei Ansaldo in Genua begonnen. Als Italien am 23. Mai 1915 auf Seiten der Entente in den Weltkrieg eintrat, befanden sich drei Einheiten noch in der Ausrüstung und wurden bis zum 20. August 1915 in Dienst gestellt.
Die Cesare Rossarol ging während des Waffenstillstands zum Ende des Weltkriegs durch einen Minentreffer am 16. November 1918 verloren.
Die beiden verbliebenen Einheiten wurden im Juli 1921 zu Zerstörern (cacciatorpediniere) herabgestuft und im Juni 1938 den spanischen Nationalisten überlassen.
Sie wurden bis 1948 bzw. 1953 als Ausbildungsschiffe Teruel und Huesca von der spanischen Marine eingesetzt.

## Geschichte der Poerio-Klasse
1913 begann die Ansaldo-Werft in Genua mit dem Bau der drei großen Zerstörer der Poerio-Klasse, die ursprünglich mit vier 102-mm-Kanonen und acht Torpedorohren bewaffnet werden sollten. Während des Baus entschloss sich die italienische Marine zur Verstärkung der Artillerie der Schiffe.

Die Kiellegung der drei Einheiten der Klasse erfolgte im Juni/Juli 1913. Nach den Stapelläufen der Schiffe im August/September 1914 waren sie beim Eintritt Italiens in den Ersten Weltkrieg in der Endausrüstung und wurden in den nächsten drei Monaten in Dienst gestellt.

Die Namensgeber der Schiffe, Alessandro Poerio (1802–1848), Cesare Rossaroll (1809–1849) und Guglielmo Pepe (1783–1855), waren, wie die bei den etwa gleichzeitig beschafften kleineren Zerstörern der Pilo-Klasse, bedeutende Männer der italienischen Befreiungs- und Einigungsbewegung (Risorgimento).

### Technische Daten

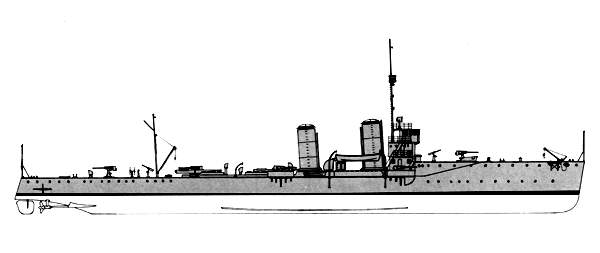
Riss der Poerio-Klasse

In seiner äußeren Form glich der Entwurf der Firma Ansaldo weitgehend dem der zuvor bestellten Zerstörer, allerdings mit nur zwei Schornsteinen. Mit einer Rumpflänge von 85,0 m über alles (83,1 m wl.) waren die Schiffe der Poerio-Klasse jedoch etwa 10 m länger als die zuvor und etwa gleichzeitig bestellten Drei-Schornstein-Zerstörer der Indomito- und Pilo-Klasse. Sie hatten eine Rumpfbreite von bis zu 8 m und einen Tiefgang von bis zu 3,1 m. Angetrieben wurden die Schiffe der Klasse von zwei Turbinensätzen vom Typ Belluzzo, die 24.000 PS leisten sollten und die mit Dampf aus drei Yarrow-Kesseln versorgt wurden. Die Maschinenanlage gab den Schiffen eine Höchstgeschwindigkeit von 31,5 Knoten (kn). Der Ölvorrat von 200 t ermöglichte einen Fahrbereich von 2100 sm bei einer Marschgeschwindigkeit von 13 kn. Die Schiffe verdrängten 1028 t und bei maximaler Zuladung 1216 t.

Während von den kleineren Zerstörern der Pilo-Klasse nur in der Bewaffnung abweichende Nachbauten bis 1922 erfolgten, wurden keine Nachbauten der Poeri-Klasse bestellt. Die Bauwerft Ansaldo lieferte zwar mit der Mirabello- und Leone-Klasse bis 1924 sechs weitere  esploratori, die aber wesentlich größer wurden.

### Bewaffnung
Der ursprüngliche Entwurf der Bauwerft sah eine Hauptbewaffnung von vier 102-mm-L/35-Kanonen vor, einer Lizenzfertigung der Firma Ansaldo nach britischem Vorbild. Dazu sollten noch vier 450-mm-Zwillings-Torpedorohrsätze installiert werden.
Die italienische Marine hielt für den künftigen Einsatz der Schiffe eine Verstärkung der Artillerie für notwendig und ließ sechs Hauptgeschütze installieren und halbierte die Zahl der Torpedorohre. Auch waren die Schiffe als Minenleger vorbereitet, die bis zu 42 Seeminen tragen konnten.
Die installierte Bewaffnung wurde bei Werftliegezeiten verändert und verbessert.
Nach Versuchen auf der Guglielmo Pepe mit zwei in Italien in Lizenz gefertigten 76-mm-L/40-Geschützen zur Luftabwehr, erhielten die drei Einheiten 1917 für die Luftabwehr zwei 40-mm-L/39-Geschütze von Vickers-Terni. Bis zum Kriegsende wurde auf allen drei Schiffen die Hauptbewaffnung auf modernere 102-mm-L/45-Geschütze, auch eine Lizenzfertigung eines britischen Geschützes, verändert.

### Einsatzgeschichte
| Name               | Kiellegung | Stapellauf | in Dienst  | Verbleib                                                                            |
| ------------------ | ---------- | ---------- | ---------- | ----------------------------------------------------------------------------------- |
| Allessandro Poerio | 25.06.1913 | 4.08.1914  | 25.06.1915 | November 1937 an Spanien: Huesca. 1953 ausgesondert.                                |
| Cesare Rossarol    | 30.06.1913 | 15.08.1914 | 6.08.1915  | am 16. November 1918 vor der Südspitze Istriens nach Minentreffer gesunken, 93 Tote |
| Guglielmo Pepe     | 2.07.1913  | 17.09.1914 | 20.08.1915 | November 1937 an Spanien: Teruel; 1948 ausgesondert.                                |

Die neuen esploratori führten ihr Test- und Ausbildungsprogramm im Raum La Spezia durch, ehe sie zum Kriegseinsatz nach Tarent oder Brindisi verlegten. Ende 1915 bildeten die drei Schiffe die II Gruppo Esploratori in Venedig, die aber selten geschlossenen eingesetzt wurde. Die Schiffe unterstützten meist Angriffe oder Abwehroperationen umfangreicherer italienischer Verbände. Dabei kam es nur selten zu tatsächlichen Gefechten mit der k.u.k. Kriegsmarine. Oft zogen sich beide Seiten schon bei Gefechtskontakten einzelner Schiffe zurück oder verfolgten sich vergeblich. Jedes Schiff der Klasse war an über 60 Einsätzen beteiligt.

Nach Abschluss des Waffenstillstands zum Ende des Weltkriegs hatte Italien größere territoriale Ansprüche als im Londoner Vertrag vereinbart und daraus Konflikte mit dem neugebildeten Staat der Slowenen, Kroaten und Serben in Dalmatien.
Am 10. November 1918 transportierten Guglielmo Pepe und Rossarol Truppen nach Pola, um den Kriegshafen und die k.u.k.-Flotte für Italien zu sichern.
Am 16. November 1918 sollte die Cesare Rossarol einen südslawischen Offiziellen von Pola nach Fiume bringen, der dort serbokroatische Kampfeinheiten von der Duldung der italienischen Besetzung der Stadt überzeugen sollte. Als die Rossarol die Südspitze Istriens umrundete, lief sie auf eine Seemine. Der Minentreffer zerbrach das Schiff. Beide Teile sanken innerhalb weniger Minuten auf 44° 50′ N, 13° 59′ O vor Lisignano. Da die Besatzung gerade das Mittagessen einnahm, wurde ein großer Teil im Rumpf eingeschlossen. 93 Besatzungsmitglieder verloren ihr Leben, nur 34 überlebten.

Zur Erinnerung an das gesunkene Schiff erhielt der von den Deutschen übernommene Zerstörer B 97 1924 wieder den Namen Cesare Rossarol.
Die Pepe besetzte am 27. November 1918 mit eingeschifften Truppen die Insel Rab.
1921 wurden die beiden verbliebenen Einheiten der Klasse zu Zerstörern (cacciatorpediniere) herabgestuft. Die beiden Schiffe führten in den 1920er-Jahren  etliche Auslandsreisen durch und besuchten u. a. Häfen in der Ägäis und am  Schwarzen Meer.

Im Herbst 1937 wurden Poerio und Pepe an die spanischen Nationalisten abgegeben. Die offizielle Abgabe fand zusammen mit zwei Schiffen der Aquila-Klasse im Januar 1939 statt.

## Einsätze unter spanischer Flagge
Im September 1937 übernahmen die spanischen Nationalisten die beiden verbliebenen Schiffe der Poerio-Klasse in Sardinien als Huesca und Teruel

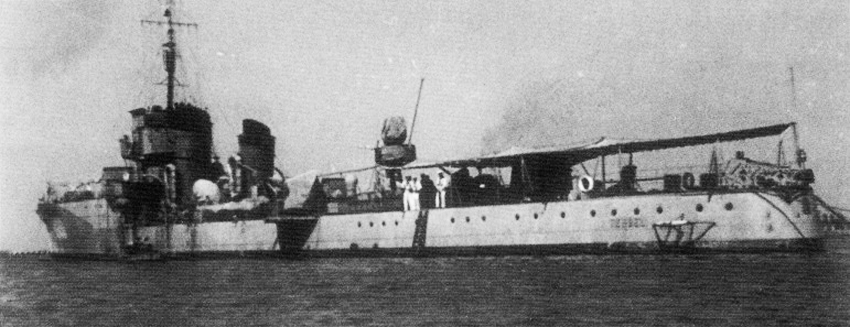
Die Teruel

Die übernommenen Schiffe verlegten nach Mallorca und wurden mit Hilfsaufgaben beschäftigt. Sie kontrollierten Schiffsbewegungen vor den spanischen Küsten am Mittelmeer und brachten Handelsschiffe mit Gütern für die Republikaner auf. Im Mai 1938 kollidierten die Schwesterschiffe bei der Sicherung eines Geleits und beschädigten sich erheblich. Beide wurden nach Cadiz überführt und kamen erst nach einigen Monaten wieder zum Einsatz.

Nach Ende des Spanischen Bürgerkrieges wurden die Schiffe für Trainingszwecke eingesetzt. Die Teruel (ex Guglielmo Pepe) wurde 1948 ausgesondert und verschrottet; 1953 folgte die Huesca (ex Alessandro Poerio).